# Понойская волость
Поно́йская во́лость (Пано́йская во́лость) — административно-территориальная единица в составе Кемского, Кольского (с 1899 — Александровского), Мурманского уездов Архангельской губернии и Мурманской губернии РСФСР с центром в селе Поной, существовавшая в 1861—1927 годах.

## История
Понойская волость в составе Кемского уезда была образована в 1861 году как Понойское сельское общество. В конце 1860-х годов оно стало именоваться волостью. В 1883 году Понойская волость вошла в новый Кольский уезд (в 1899 году он был переименован в Александровский).
1 марта 1920 года Понойская волость была разделена на сельсоветы: Иоканьгский, Каменский и Понойский (упразднён 12 октября 1920 года). Во апреле 1921 года возникли Лумбовский и Сосновский с/с.
В 1921 году Понойская волость вошла в новую Мурманскую губернию.
20 января 1922 года был восстановлен Понойский с/с.
1 августа 1927 года Понойская волость была упразднена. Вся её территория вошла в Понойский район.

## Состав
По данным на 1913 год входили 3 населённых пункта
- Лумбовский Погост
- Поной (Паной) — волостной центр
- Сосновский Погост